# Dragonfable
DragonFable (även känt som DF) är ett enpersons online-baserat datorrollspel utvecklat av Artix Entertainment. Spelet är gratis att spela och spelas direkt i en webbläsare. Spelet släpptes den 10 juni 2006.
Maxleveln är level 90. Vid start får man välja class: mage (magiker) använder i första hand stavar för att slåss, warrior (krigare) som i första hand har svärd eller rogue (tjuv) som i första hand har två dolkar.
Varje användarkonto tillåter spelaren att ha 1 figur om man inte verifierar sin e-postadress, 3 figurer om man verifierar sin e-postadress, och 6 figurer om man uppgraderar genom att köpa en "Dragon Amulet".
Spelet utspelar sig 5 år innan Adventurequest.

## Gameplay
Spelet ses i 2D från sidan. Striderna är turordningsbaserade. Det finns två typer av strider, markstrider och titanstrider. I markstrider slåss spelarfiguren och eventuella medhjälpare mot fiender till fots. I titanstrider sitter man på sin drake och strider mot "titaner". (namnen på striderna ej officiella)

## Handling
Man spelar som en hjälte som försöker rädda världen från alla möjliga former av ondska. Spelarens största fiende är en DoomKnight (Domedagsriddare) vid namn Sepulchure och hans lärjunge Drakath. Spelet börjar med att en drake dyker upp med en prästinna och en Moglin vid namn Twilly som bär på "the white dragon box". De attackeras av en Gorillaphant som man får rädda dem från, men sedan försvinner de in i skogen och man förlorar dem ur sikte. Istället hamnar man i Oaklore, sedan några år tillbaka den första staden.
Spelet är uppdelat i tre böcker. Den första boken handlar om att få tag i ett drakägg och få draken att födas. Runtom finns massvis med sidohistorier om städer attackerade av olika monster och nya tillkommer ständigt. Många av dem slutar i att bindas ihop i bok två genom att en orb tillhörande något element dyker upp. Lyckas man samla dem så kan man få några extraegenskaper till draken, men Sepulchre och Drakath försöker ständigt att ta dem före spelaren. Ofta måste man dessutom utkämpa en "titan battle" (på drakens rygg) för att få en orb, vilket kan vara totalt omöjligt.
Tredje boken handlar om varelser från en annan dimension som jagats hit av väsen som nu förföljer dem. Historien utspelar sig vid en spricka i rumtidväven där något otroligt ont försöker att ta sig igenom.
Sidohistorier inkluderar att slåss mot Xan, en galen trollkarl som en "god" trollkarl vid namn Warlic lyckats täcka i eld när de slogs om en tjej. Det enda Warlic kunde göra för att rädda Xan var att omvandla elden till helande eld så att den inte dödar honom, men smärtan drev honom till vansinne och nu är han en ond eldmagiker. Tjejen blir inlåst i en magisk iskristall.
Ofta händer småsaker i spelet baserat på vad som händer skaparna, t.ex. gifte sig plötsligt Rolith när människan figuren hör till gifte sig.

## Dragon Amulet
En Dragon Amulet är ett kraftigt föremål i spelet som kan köpas åt en figur åt gången eller åt alla på en gång. Det är en engångskostnad och att köpa en "DA" åt en figur ger figuren tillgång till många nya platser och många nya vapen och tillbehör. Mycket av spelet går inte att spela utan en DA eftersom man då inte kan få sin drake att växa. Utöver DA finns det även Dragon Coins att köpa, vilka är en valuta för vilken man kan köpa extremt kraftfulla eller bara väldigt roliga vapen och djur, men i övrigt ger de dig ingen fördel i spelet. Vid köp kan man få en bit av en DoomKnight-dräkt, vilken används av spelarens ärkefiende.

## Flash
Man måste ha Flash för att kunna spela DragonFable.